# 森下唯
森下 唯（もりした ゆい、1981年9月22日 - ）は、日本のピアニスト。東京都調布市出身。父はSF作家、評論家の森下一仁。「ピアニート公爵」名義での活動でも知られる。

## 経歴
1981年、東京都調布市に生まれる。4歳よりピアノを学ぶ。竹尾聆子、辛島輝治、東誠三に師事。リート伴奏をコンラート・リヒターに師事。
2000年、筑波大学附属駒場中学校・高等学校卒業。2004年、東京芸術大学音楽学部器楽科ピアノ専攻卒業。2006年、東京芸術大学大学院音楽研究科器楽専攻修士課程修了。
2004年、第2回東京音楽コンクール ピアノ部門第2位入賞。2015年より東京芸術大学非常勤講師（指揮科演奏研究員）。

## 活動
大学時代、同級生だった鈴木優人にシャルル＝ヴァランタン・アルカンを紹介され、強く惹かれる。以降、アルカンの作品を積極的に紹介している。2015年から2019年にかけては、アルカンの楽曲のみで構成されたアルバム『アルカン ピアノ・コレクション』シリーズをリリースした。アルカンの楽譜の校訂・解説なども行っている。
鈴木優人は森下と同じく調布育ちであり、小学生のときに進学塾で出会っていた。2人は別の中学校に進学するが、後に芸大受験のために通い始めた塾で偶然にも再会し、そして共に東京芸術大学へ進学する。2013年より調布国際音楽祭を2人で企画し、毎年開催している。
2020年12月にはクロード・ドビュッシーの交響詩『海』のアンドレ・カプレによる2台6手編曲を青柳いづみこ、田部井剛と共に録音した。

## ピアニート公爵
ピアニート公爵（ピアニートこうしゃく、英: Duke of Pianeet）は、森下唯がインターネット上で活動するときの名義。
大学院を出て仕事がない中、2007年12月にニコニコ動画にピアノ演奏を投稿した際にニートを自称した。しかし、演奏技巧と経歴の隔たりから視聴者に高等遊民と見做され、ピアノとニートを合体させた「ピアニート公爵」という名が付いた。この際に投稿した曲はゲーム『THE IDOLM@STER』の楽曲「蒼い鳥 (M@STER VERSION)」（椎名豪・塩入俊哉編曲）をアレンジしたピアノ独奏版である。森下は、ニコニコ動画にアイドルマスター関連作品を投稿する「ニコマス」文化に憧れ、自身も参加してみたいとの気持ちで投稿した。すると、予想外にも一日で4万再生、その後70万再生と抜群の伸びを示し、一躍注目の的となった。ピアニスト森下唯の生き別れの弟であることを告白しつつ、その後もニコニコ動画の時報を主題にした曲など数曲をニコニコ動画に投稿。2011年4月には投稿曲を集めたアルバム『Singularity』を発売した。このアルバムはAmazonのベストセラーランキング（クラシックジャンル）およびオリコンデイリーチャート（クラシック・ジャズ、4月6日付）で1位となり、後者総合アルバムチャートでも50位という売れ行きを示した。2019年にAnimelo Summer Live 2019 -STORY-に出演し、如月千早（声：今井麻美）歌唱の「蒼い鳥」ピアノ伴奏を務め、正式なコラボレーションを果たした。
2018年には、アニメ『コードギアス 反逆のルルーシュ』のピアノソロ・カバーアルバムをリリース、ピアノソロ・コンサートも開催した。オーケストラコンサートでは指揮者を務めた。
クラシック音楽業界の閉塞感への憂慮から、一般に受容されているアニメ音楽やゲーム音楽を、クラシック音楽で培われた作曲体系や演奏技巧をもってアレンジ・演奏する。かつては普遍的であった二次創作の重要性を説き、著作権に過度に束縛されることなく、メジャーレーベルからCDを出さなくてもアーティストとして活動できる時代の到来を予期している。

## ディスコグラフィー

### 森下唯
- アルカン ピアノ・コレクション1《交響曲》（2015年10月7日）
- アルカン ピアノ・コレクション2《協奏曲》（2016年10月7日）
- アルカン ピアノ・コレクション3《風のように》（2017年10月7日）
- アルカン ピアノ・コレクション4《ファウストのように》（2018年11月7日）
- アルカン ピアノ・コレクション5《幻影》（2019年9月7日）

### ピアニート公爵
- Singularity（2011年4月6日）
- コードギアス 反逆のルルーシュ ピアノソロコレクション（2018年3月28日）
- コードギアス 反逆のルルーシュ ピアノソロコレクション2（2019年3月20日）

## 参加作品
いずれもピアノ演奏での参加。

### アニメ
日付は放送開始日。
- 劇場版 とある魔術の禁書目録 -エンデュミオンの奇蹟-（2013年2月）
- アウトブレイク・カンパニー（2013年10月）
- 東京レイヴンズ（2013年10月）
- selector infected WIXOSS（2014年4月）
- ダンジョンに出会いを求めるのは間違っているだろうか（2015年4月）
- ヘヴィーオブジェクト（2015年10月）
- ねじ巻き精霊戦記 天鏡のアルデラミン（2016年7月）
- キングスグレイブ ファイナルファンタジーXV（2016年7月）
- ドリフターズ（2016年10月）
- この素晴らしい世界に祝福を！2（2017年1月）
- ひるね姫 〜知らないワタシの物語〜（2017年3月）
- ソード・オラトリア ダンジョンに出会いを求めるのは間違っているだろうか外伝（2017年4月）
- 覇穹 封神演義（2018年1月）
- 魔法少女サイト（2018年4月）
- イナズマイレブン アレスの天秤（2018年4月）
- ツルネ -風舞高校弓道部-（2018年10月）
- RErideD-刻越えのデリダ-（2018年10月）
- とある魔術の禁書目録III（2018年10月）
- ドメスティックな彼女（2019年1月）
- 私に天使が舞い降りた！（2019年1月）
- 劇場版 ダンジョンに出会いを求めるのは間違っているだろうか -オリオンの矢-（2019年2月）
- バースデー・ワンダーランド（2019年4月）
- ダンジョンに出会いを求めるのは間違っているだろうか II（2019年7月）
- 映画 この素晴らしい世界に祝福を！紅伝説（2019年8月）
- ダンジョンに出会いを求めるのは間違っているだろうか III（2020年10月）
- Vivy -Fluorite Eye's Song-（2021年4月）
- スライム倒して300年、知らないうちにレベルMAXになってました（2021年4月）
- BLUE REFLECTION RAY/澪（2021年4月）
- スター・ウォーズ: ビジョンズ（2021年9月）
- 月とライカと吸血姫（2021年10月）

### ドラマ
- とと姉ちゃん（2016年4月）
- ラプラスの魔女（2018年5月）
- こんな夜更けにバナナかよ 愛しき実話（2018年12月）
- ライアー×ライアー（2021年2月）

### ゲーム
- ファイナルファンタジーXV（2016年11月）
- ラジアントヒストリア パーフェクトクロノロジー（2017年6月）
- マギアレコード 魔法少女まどか☆マギカ外伝（2017年8月）
- ゼノブレイド2 黄金の国イーラ（2018年9月）
- GOD EATER 3（2018年12月）
- キングダム ハーツIII（2019年1月）
- モンスターハンターワールド：アイスボーン（2019年9月）
- ファイナルファンタジーVII リメイク（2020年4月）
- 聖剣伝説3 TRIALS of MANA（2020年4月）
- 聖剣伝説 LEGEND OF MANA Remastered（2021年6月）
- モンスターハンターストーリーズ2 〜破滅の翼〜（2021年7月）

## メディア出演

### テレビ
- テレビ朝日系『題名のない音楽会』 - 「難しいピアノ曲を弾く音楽家たち」（2017年1月5日）

### ラジオ
- J-WAVE『CURIOUS』（2011年5月25日）
- NHK-FM『きらクラ！』第201回（2016年8月28日）